# Škodinovac
Škodinovac is een plaats in de gemeente Đulovac in de Kroatische provincie Bjelovar-Bilogora. De plaats telt 14 inwoners (2001).